# Jesse Wharton (Kolonialgouverneur)
Jesse Wharton (* in England; † 27. Juli 1676 in St. Mary’s City, Saint Mary’s County, Maryland) war im Jahr 1676 englischer Kolonialgouverneur der Province of Maryland.

## Leben
Seine Herkunft ist unklar, aber er hatte offenbar eine höhere Schulbildung genossen. 1654 war er als Chirurg auf den Westindischen Insel tätig. 1670 ließ er sich, aus der englischen Kolonie Barbados kommend, in Charles County in der Province of Maryland nieder. Er war Arzt und betätigte sich zudem erfolgreich als Pflanzer. Bis zu seinem Tod erwarb er 3.300 Acre große Ländereien in Maryland. Wharton war auch politisch aktiv. Seit 1672 gehörte er dem kolonialen Regierungsrat (Governor’s Council) an, dabei stieg er bis zum stellvertretenden Kolonialgouverneur auf und wurde 1676 Colonel der Miliz. In dieser Eigenschaft musste er ab dem 16. Juni 1676 das Amt des Gouverneurs als kommissarischer Nachfolger von Charles Calvert, 3. Baron Baltimore übernehmen. Dieses Amt übte er nur wenige Wochen bis zu seinem Tod aus. Allerdings hat er schon zuvor, während seiner Zeit im Regierungsrat, praktisch die Arbeit des Gouverneurs verrichtet, da Lord Baltimore eher formal als Eigentümer der Kolonie dieses Amt innehatte. Damals war die Kolonie gleich von zwei Seiten gefährdet. Zum einen wurde die Kolonie von feindlichen Indianerstämmen bedroht; als Gegenmaßnahme wurden andere Stämme als Verbündete gewonnen. Zum anderen bedrohte die Bacon’s Rebellion in Virginia auch die Stabilität der Province of Maryland. Wharton starb im Juli 1676. Sein Nachfolger als Kolonialgouverneur wurde Thomas Notley.
Um 1671 hatte er (womöglich in zweiter Ehe) Elizabeth Sewall († 1710) geheiratet, eine Stieftochter des 3. Baron Baltimore, aus der ersten Ehe von dessen Gattin Jane Lowe. Mit ihr hatte er zwei Söhne, Cecilius und Henry.